# Genzebe Dibaba
Genzebe Dibaba (amharisch ገንዘቤ ዲባባ; * 8. Februar 1991 in Bekoji) ist eine äthiopische Mittel- und Langstreckenläuferin und ehemalige Weltrekordhalterin über die 1500-Meter-Distanz.

## Karriere
Die jüngere Schwester von Ejegayehu und Tirunesh Dibaba gewann 2008 und 2009 beim Juniorinnen-Rennen der Crosslauf-Weltmeisterschaften Gold und 2008 bei den Juniorenweltmeisterschaften in Bydgoszcz Silber im 5000-Meter-Lauf.
Bei den Weltmeisterschaften 2009 in Berlin wurde sie, in Abwesenheit ihrer Schwestern, die bislang auf dieser Strecke dominiert hatten, Achte über 5000 Meter.
Beim Internationalen Hallenleichtathletik-Meeting am 12. Februar 2012 in Karlsruhe lief sie über 1500 Meter 4:00,13 min. Dies war die bis dahin fünftbeste bisher in der Halle gelaufene Zeit. Einen Monat später gewann sie bei den Hallenweltmeisterschaften 2012 in Istanbul den Titel über 1500 Meter.
Am 1. Februar 2014 übertraf sie in Karlsruhe über 1500 Meter mit 3:55,17 min den bisherigen Hallenweltrekord um über drei Sekunden. Fünf Tage später brach sie über 3000 Meter einen weiteren Hallenweltrekord. In Stockholm war sie mit 8:16,60 min über sieben Sekunden schneller als die vorherige Weltrekordhalterin Meseret Defar. Eine Weltbestleistung über die 2-Meilen-Distanz, die keine offizielle IAAF-Disziplin ist, ließ sie mit 9:00,48 min am 15. Februar folgen. Bei den Hallenweltmeisterschaften in Sopot gewann sie nach Istanbul 2012 ihre zweite Goldmedaille.
Am 19. Februar 2015 stellte Dibaba über 5000 Meter in Stockholm mit 14:18,86 min ihren dritten Hallenweltrekord auf, wobei sie die sechs Jahre alte Bestmarke von Meseret Defar um mehr als fünf Sekunden verbesserte.
Im April 2015 wurde sie mit dem Laureus World Sports Awards als Weltsportlerin des Jahres ausgezeichnet.
Am 17. Juli 2015 verbesserte sie am Diamond-League-Meeting in Monaco den fast 22-jährigen Weltrekord über 1500 Meter von Qu Yunxia auf 3:50,07 min. Bei den Weltmeisterschaften in Peking gewann sie in 4:08,09 min die Goldmedaille. Über 5000 Meter musste sie sich ihren Landsfrauen Almaz Ayana und Senbere Teferi geschlagen geben und holte Bronze.
Am 17. Februar 2016 verbesserte sie bei der World Indoor Tour in Stockholm (Schweden) den Hallenweltrekord über 1 Meile auf 4:13,13 min. Bei den Hallenweltmeisterschaften 2016 in Portland gewann sie die Goldmedaille über 3000 Meter. Am 16. August 2016 holte sie bei den Olympischen Spielen in Rio de Janeiro die Silbermedaille über 1500 Meter.
Nach einer durchwachsenen Saison 2017 nahm Dibaba ohne ein vorher bestrittenes 1500-Meter-Rennen, aber mit Weltjahresbestzeit über 1 Meile, als Titelverteidigerin an den Weltmeisterschaften in London teil. Dabei siegte sie im Vorlauf souverän, schwächelte aber im Halbfinale und gelangte nur über die Zeit ins Finale. Dort konnte sie ihren Erfolg nicht wiederholen und wurde nur 12. und damit Letzte. Sie wäre auch über 5000 Meter gemeldet gewesen, trat aber nach der Enttäuschung über ihre Spezialdisziplin krankheitsbedingt nicht an.
In der Hallensaison 2018 zeigte sich Dibaba wieder in exzellenter Form und trat bei den Hallenweltmeisterschaften in Birmingham sowohl über 1500 als auch über 3000 Meter mit den besten Vorleistungen an. In beiden zunächst von Taktik geprägten Endläufen steigerte sie im Rennverlauf das Tempo erheblich und konnte so von der Spitze weg zweimal Gold gewinnen. Über 5000 Meter gewann sie das Rennen beim Prefontaine Classic und belegte bei den Diamond-League-Meetings in Rabat und Zürich jeweils den sechsten Platz.
2019 siegte Dibaba unter anderem bei den Diamond-League-Meetings in Rom und Rabat jeweils im 1500-Meter-Lauf. Eine Fußverletzung verhinderte aber ihren Start bei den Weltmeisterschaften in Doha. Auch weil 2020 zahlreiche Rennen aufgrund der COVID-19-Pandemie abgesagt werden mussten, kehrte sie erst spät in diesem Jahr in den internationalen Wettkampfbetrieb zurück. Anfang Dezember gab sie beim Valencia-Halbmarathon ihr Debüt über diese Distanz und gewann auf Anhieb in 1:05:18 h.

## Bestzeiten

### Freiluft
- 800 m: 1:59,37 min, 5. Mai 2017, Doha
- 1500 m: 3:50,07 min, 17. Juli 2015, Monaco (ehemaliger Weltrekord)
- 2000 m: 5:27,50 min, 17. Juni 2014, Ostrava
- 3000 m: 8:21,29 min, 30. Juni 2019, Palo Alto
- 5000 m: 14:15,41 min, 4. Juli 2015, Paris
- 5-km-Straßenlauf: 14:48 min, 29. März 2015, Carlsbad
- Halbmarathon: 1:05:18 h, 6. Dezember 2020, Valencia
- Marathonlauf: 2:18:05 h, 16. Oktober 2022, Amsterdam

### Halle
- 1500 m: 3:55,17 min, 1. Februar 2014, Karlsruhe (Weltrekord)
- 1 Meile: 4:13,31 min, 17. Februar 2016, Stockholm (Weltrekord)
- 2000 m: 5:23,75 min, 7. Februar 2017, Sabadell (Weltbestzeit)
- 3000 m: 8:16,60 min, 6. Februar 2014, Stockholm (Weltrekord)
- 2 Meilen: 9:00,48 min, 15. Februar 2014, Birmingham (Weltrekord)
- 5000 m: 14:18,86 min, 19. Februar 2015, Stockholm (Weltrekord)